# جالكسي (شوكولاتة)

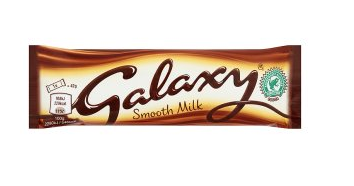
جالسكي بنكهة الشوكولاتة بالحليب

جالكسي (بالإنجليزية: Galaxy)‏ هي علامة تجارية لشوكولاتة الحليب، سُوّقت من قِبل شركة مارس المتحدة وتم تصنيعها لأول مرة في المملكة المتحدة في عام 1960. تُباع مُنتجات جالكسي في المملكة المتحدة، ايرلندا، الشرق الأوسط، المغرب، باكستان، والهند.احتلت جالكسي في عام 2014 المرتبة الثانية كأفضل قوالب شوكولاتة بيعاً في المملكة المتحدة.
تملك جالكسي عدة منتجات بأنواع مختلفة من الشوكولاته بما في ذلك شوكولاتة الحليب، والكراميل، والفواكه والبندق والشوكولاتة الصافية والكثير من المنتجات الأخرى.